# Rückstoßfreie Panzerabwehrhandwaffe

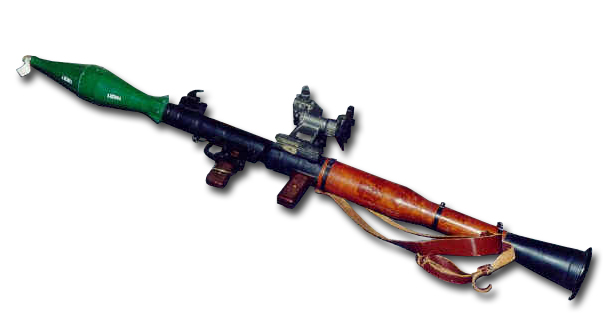
Die russische RPG-7

Eine rückstoßfreie Panzerabwehrhandwaffe (vielfach nur Panzerabwehrhandwaffe bzw. auch reaktive Panzerbüchse oder nur Panzerbüchse) ist eine tragbare und freihändig benutzbare Waffe (Handwaffe) zur Panzerabwehr, bei der ein Teil der Verbrennungsgase der Treibladung nach hinten aus dem an beiden Enden offenen Rohr ausgestoßen wird, wodurch kein Rückstoß auftritt. Die meisten Waffen dieser Gattung nutzen, allerdings in kleinerer Bauform, dasselbe Antriebsprinzip wie ein rückstoßfreies Geschütz, bei anderen kommt ein kurzbrennender Raketenmotor zum Einsatz. Als Gefechtskopf werden zur Panzerbekämpfung meist HEAT- bzw. Hohlladungsgeschosse verwendet, die auch bei geringen Geschossgeschwindigkeiten eine hohe Durchschlagskraft besitzen. Je nach Modell können aber auch andere Geschosse wie Splitter- oder Nebelgranaten verschossen werden.
Abzugrenzen sind die nach dem Abschuss fast immer ungelenkten rückstoßfreien Panzerabwehrhandwaffen von den deutlich komplexeren raketengetriebenen Panzerabwehrlenkwaffen.

## Bezeichnung
Obwohl mit dem Oberbegriff Panzerabwehrhandwaffe durchaus auch andere Waffen wie Gewehrgranatwerfer und Granatpistolen beschrieben sind, wird dieser Begriff in der Regel verkürzend für die rückstoßfreien Panzerabwehrhandwaffen verwendet. Die gleiche Verkürzung fand bei der Bezeichnung reaktive Panzerbüchse statt.
Die alternative Bezeichnung Panzerbüchse (eigentlich bezeichnet Büchse ein Gewehr mit gezogenem Lauf) für diese Waffen hat ihren Ursprung in der Geschichte. Die ursprünglichen Panzerbüchsen waren übergroße Gewehre. Die Bezeichnung wurde schon von der Wehrmacht im Zweiten Weltkrieg auf die Raketenpanzerbüchse 54, eine rückstoßfreie Panzerabwehrhandwaffe mit Raketenantrieb, übertragen. Später hat sich reaktive Panzerbüchse bzw. nur Panzerbüchse vor allem in der NVA der DDR gehalten. Reaktiv ist dabei im Sinne von rückstoßfrei gemeint.
Umgangssprachlich wird oft Panzerfaust als Synonym gebraucht, benannt nach der deutschen Panzerfaust des Zweiten Weltkriegs. Die häufig international eingesetzte englische Bezeichnung lautet rocket-propelled grenade bzw. rocket propelled grenade (raketenangetriebene Granate) (kurz RPG). Dieses ist ein Backronym aus dem russischen Rutschnoi Protiwotankowy Granatomjot (siehe RPG (Waffe)). Diese Bezeichnung ist jedoch nicht ganz richtig, da nicht jede rückstoßfreie Panzerabwehrhandwaffe Raketen verschießt. Daneben existieren noch weitere Umschreibungen wie Schulterwaffe für die Panzerabwehr oder leichtes Panzerabwehrgerät (LPAG).

## Entwicklung
In der Sowjetunion wurde bereits 1931 die Panzerabwehrrakete RS-65 entwickelt. Sie wurde von der Schulter abgefeuert und hatte einen Schutzschild. Das Kaliber betrug 6,5 cm, als Antrieb diente Pyroxilin. 1938 wurde die Produktion eingestellt. Da der Gefechtskopf aus konventioneller Sprengladung, und nicht wie später aus einer Hohlladung, bestand, war die Waffe nicht effektiv genug.
Zu Beginn des Zweiten Weltkrieges wurde deutlich, dass die konventionellen Panzerbüchsen bei neueren Panzermodellen bald nicht mehr die geforderten Durchschlagleistungen erreichten. Verschiedene kriegführende Länder entwickelten deswegen leichte Infanteriewaffen mit Hohlladungsgeschossen; Einsatzreife erreichten vor Kriegsende nur die von Deutschland und den USA.

## Funktion
Für rückstoßfreie Panzerabwehrhandwaffen gibt es zwei verschiedene Abschussprinzipien:
- Rückstoßfreies Geschütz, z. B. Panzerfaust
- Raketenantrieb, z. B. Bazooka

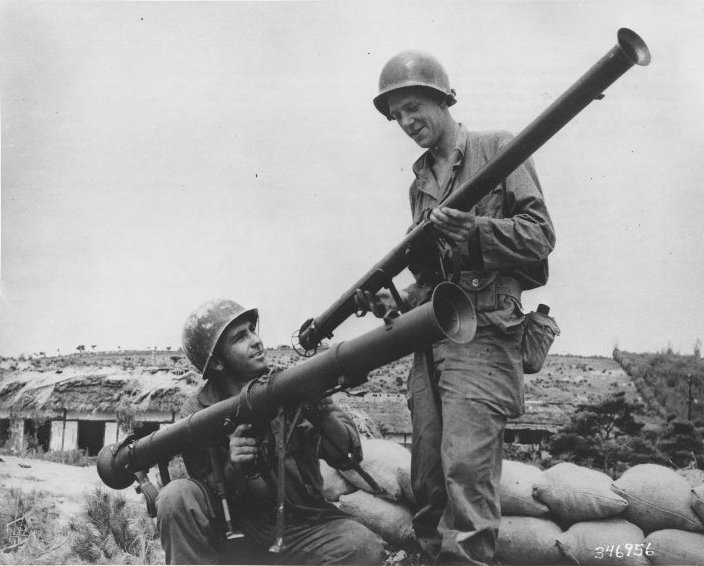
US-Soldaten mit der Bazooka

Der Raketenantrieb ist beim Start nachteilig, weil die heißen Abgase den Schützen gefährden. Entweder wird daher die Brenndauer so beschränkt, dass der ganze Treibsatz abgebrannt ist, sobald die Rakete das Abschussrohr verlässt, wie bei der Bazooka, oder es muss ein Schutzschild, wie beim Panzerschreck vorhanden sein. Das rückstoßfreie Prinzip ist für den Start gut, allerdings haben die Geschosse aufgrund der geringen Geschwindigkeit eine stark ballistische Bahn und eine geringe Reichweite. Dabei wird ein Großteil der Ladung nicht zum Antrieb des Geschosses verwendet, sondern entweicht hinten aus dem Rohr und bildet einen Gegenimpuls, so dass die Waffe praktisch rückstoßfrei ist. 
Die meisten modernen rückstoßfreien Panzerabwehrhandwaffen kombinieren das rückstoßfreie Prinzip, um die Granate aus einem Startrohr zu verschießen, und einen Raketentreibsatz, der einige Zeit nach dem Verlassen des Startrohres zündet. Das ist ein Kompromiss, um die Reichweite der Granaten zu erhöhen und den Schützen vor dem Feuerstrahl des Raketentreibsatzes zu schützen. Die sowjetische RPG-7 ist eine sehr erfolgreiche Waffe nach diesem Prinzip.

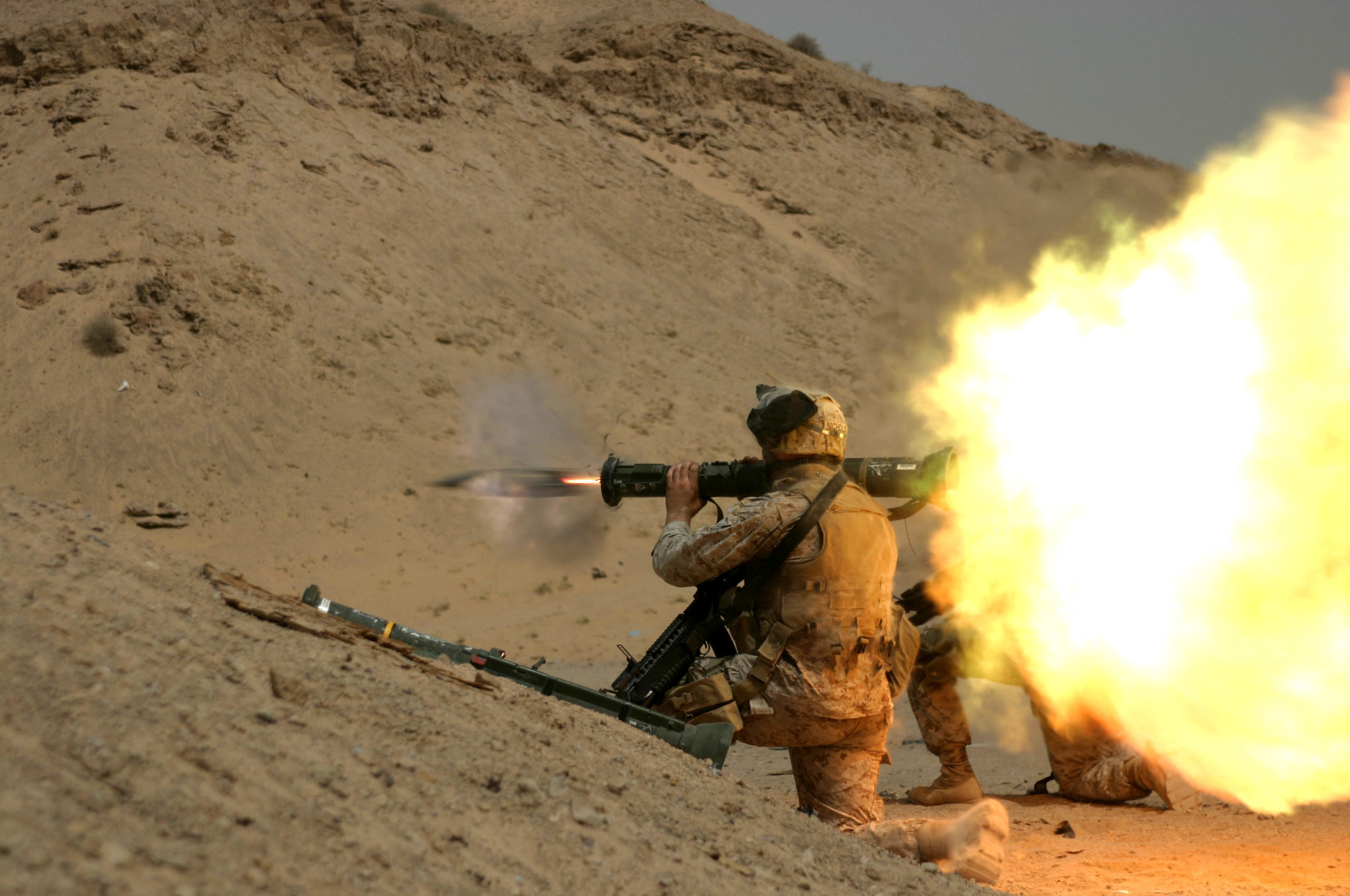
Feuerstrahl einer AT4

Personen hinter dem Schützen sind durch die heißen Gase gefährdet, und die Stellung des Schützen wird durch den Feuerstrahl und die Rauchentwicklung verraten. Abschuss aus geschlossenen Räumen ist problematisch, deswegen werden bei modernen Fabrikaten (z. B. Armbrust) Gegenmassen zur Aufnahme des Reaktionsimpulses verwendet.

## Einsatz
Je nach Einsatzzweck können unterschiedliche Granaten verwendet werden. Auch Sprenggranaten zur Bekämpfung infanteristischer Ziele sowie Leuchtgranaten zum Ausleuchten des Gefechtsfeldes bzw. Brandmittel können von manchen Modellen verschossen werden. Neben den gepanzerten Fahrzeugen können auch befestigte Stellungen, tieffliegende Hubschrauber sowie „weiche“ Ziele wie Lastkraftwagen, Lager usw. aus geringer Entfernung bekämpft werden. Für Übungszwecke können spezielle Exerziergeschosse Verwendung finden.
Rückstoßfreie Panzerabwehrhandwaffen werden meist von der Schulter, in stehender, kniender oder liegender Stellung abgeschossen, einige Systeme kann man jedoch auch mit einer Lafette sowie einem Ballistikcomputer ausrüsten, um ihre Reichweite und Treffergenauigkeit zu erhöhen.
Die modernen Panzerungen (ERA, Chobham) können die klassischen reaktiven Panzerwaffen nicht durchbrechen. Teilweise werden daher Tandemhohlladungen eingesetzt, so bei der RPG-29.
Manche Modelle haben eine fest eingebaute Munition und können nicht nachgeladen werden (z. B. M72). Bei nachladbaren Modellen wird unterschieden zwischen Kalibermunition und Überkalibermunition. Kalibermunition hat außen den Innendurchmesser des Abschussrohrs und kann von hinten geladen werden. Das hat den Vorteil, dass der Schütze nicht die Deckung und Schussposition zu wechseln braucht, während der Ladeschütze die Waffe nachlädt. Überkalibermunition hat zum Teil einen größeren Durchmesser als das Abschussrohr, ragt aus diesem heraus und muss demnach von vorne geladen werden.
Rückstoßfreie Panzerabwehrhandwaffe werden zunehmend von Panzerabwehrlenkwaffen ersetzt, so im Libanonkrieg 2006.

## Beispiele

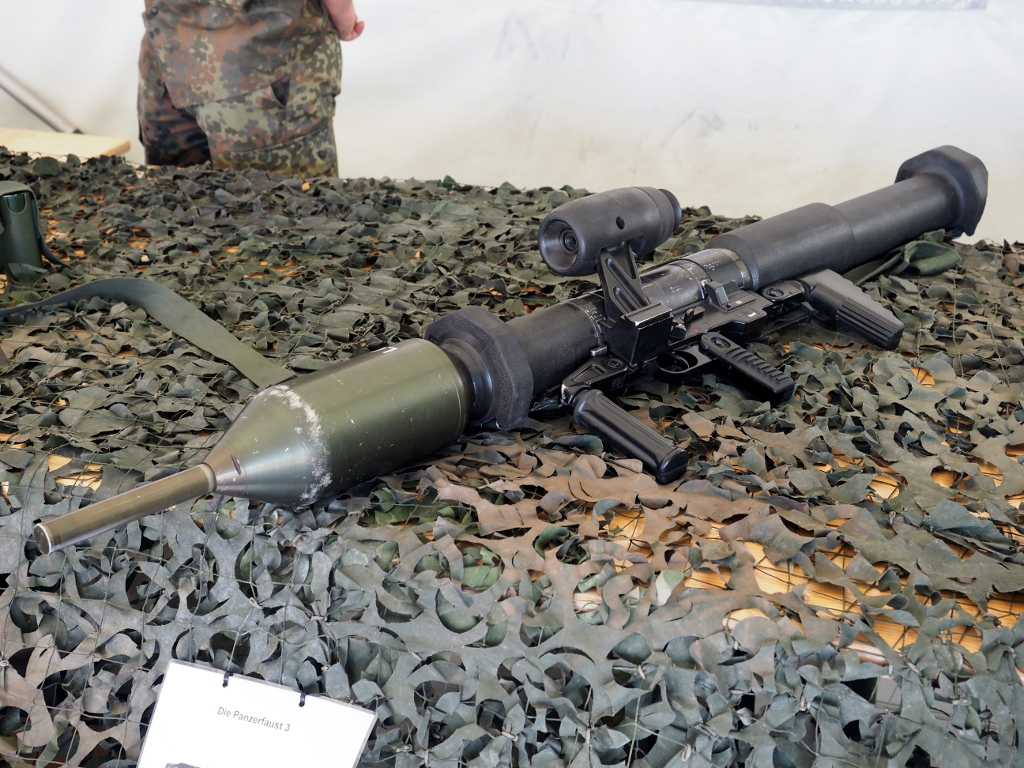
Panzerfaust 3 der Bundeswehr

- Armbrust (Deutschland)[21]
- Panzerfaust (Deutschland)[22]
- Panzerfaust 44 (Deutschland)
- Panzerschreck (Deutschland)[23]
- Matador (Deutschland)
- Bazooka (USA)[24]
- RPG-2 (Sowjetunion)[25]
- RPG-7 (Sowjetunion)[26]
- SMAW (USA)
- FFV Carl Gustaf (Schweden)[27]
- AT4 (Schweden)[28]
- M72 (USA)
- Raketenrohr (Belgien)
- Typ 5 45-mm-Panzerfaust (Japan)
- LAW 80 (Vereinigtes Königreich)[29]